# ایوان سدریک
ایوان سدریک بیکو امبولو (متولد ۲۲ دسامبر ۲۰۰۱)، معروف به ایوان سدریک یا فقط سدریک، فوتبالیستی است که به صورت قرضی از  لاس پالماس در پست مهاجم برای بارسلونا اتلتیک بازی می کند.  او که در اسپانیا از پدر و مادری کامرونی متولد و بزرگ شده است، برای تیم ملی زیر ۲۳ سال کامرون بازی می کند.